# Су Юй
Су Юй (кит. упр. 粟裕, пиньинь Sù Yù; 10 августа 1907 — 5 февраля 1984) — китайский революционер и военный деятель, являлся одним из ведущих руководителей Народно-освободительной армии Китая. Участник Северного похода, Наньчанского восстания, Второй японо-китайской войны и гражданской войны.
После победы коммунистов Су Юй занимал значимые посты в руководстве КНР, в том числе должность начальника генерального штаба НОАК (1954—1958). 27 сентября 1955 года Су было присвоено звание генерала, таким образом, он стал одним из десяти генералов НОАК. Помимо этого, был удостоен следующих наград: Орден Первого Августа 1-й степени, орден Свободы и Независимости 1-й степени, орден «Освобождение» 1-й степени.

## Ранние годы
Родился 10 августа 1907 года в одной из деревень уезда Хуэйтун провинции Хунань. Он был третьим из пяти детей в семье. Отец семейства владел участком земли, поэтому его основными занятиями были земледелие и ведение домашнего хозяйства.
По словам самого Су Юя, будучи ребенком, он мечтал бороться с несправедливостью и стать защитником бедствующего народа, поэтому начал обучаться боевым искусствам и ежедневно заниматься бегом. В 1913 году поступил в частную школу, где проучился несколько лет. В 1918 году преступники похитили сына двоюродного дяди Су Юя, в результате чего вся семья приняла решение переехать из неблагополучного места в уездный центр. Там Су Юй пошел в начальную школу. Среди любимых предметов он выделял китайский язык и литературу, арифметику, рисование, физическую культуру и игру на флейте. Су Юй был настроен продолжить получать образование, тогда как его отец считал, что сын должен заниматься земледелием и ведением домашнего хозяйства. Отец выступал против продолжения учебы сыном, в результате чего Су Юй принял решение уйти из дома, так как считал, что без образования у него не будет никаких перспектив.
В январе 1924 года Су Юй сбежал из дома, в марте того же года поступил во вторую начальную школу в Чандэ провинции Хунань. Весной 1925 года, успешно выдержав вступительные экзамены, он был принят во второе педагогическое училище, где вскоре вступил в созданный КПК союз учащихся. После того, как Национально-революционная армия начала Северный поход, Су Юй и другие члены союза учащихся тайно распространяли книги об идеях КПК, а также занимались сбором денежных средств на покупку оружия и боеприпасов. В ноябре 1926 года Су вступил в Коммунистический Союз Молодёжи Китая, и уже через год перешел в Коммунистическую партию Китая.

## Первый этап Гражданской войны
После Инцидента 12 апреля Су Юй и другие члены союза учащихся КПК из второго педагогического училища были тайно переведены в Учан и распределены в отряд Е Тина, Су Юй был назначен командиром своей группы. В Учане Су прошел серьезную военную подготовку.
1 августа вспыхнуло Наньчанское вооружённое восстание, Су Юй принимал участие в организации взаимодействия между группами повстанцев. После восстания Су Юй отправился на юг, в провинцию Гуандун.
С ноября по декабрь 1927 года исполнял обязанности политрука второй роты (командиром роты был Линь Бяо).
В конце апреля 1928 года армия Су Юя прибыла в Цзинганшань, где соединилась с войском, возглавляемым Мао Цзэдуном. Две армии были объединены и переформированы в четвертую армию Китайской рабоче-крестьянской Красной армии, командующим армией стал Чжу Дэ, Мао Цзэдун был назначен на должность партийного комиссара, а Су Юй исполнял обязанности командира третьей роты 28-го полка.
В 1928—1930 годах Су занимал должности командира и партийного комиссара в различных воинских структурах, участвовал в контрпоходах коммунистов против Гоминьдана.
В мае 1933 года в бою был тяжело ранен в левую руку, в результате чего получил инвалидность.
В 1934 году Су Юй и его войско были отправлены на юго-запад провинции Чжэцзян, где вели трехлетнюю партизанскую войну. По этой причине Су Юй не принимал участия в Великом походе, так как его задачей было обеспечение задержки гоминдановских войск на юге провинции Чжэцзян.

## Вторая японо-китайская война (1937—1945)
В 1937 году, после начала антияпонской войны, партизанские отряды в восьми южных провинциях были реорганизованы в Новую четвертую армию (формирование НРА, фактически находившееся под контролем КПК). Су Юй был назначен на должность заместителя командира второго отряда Новой четвертой армии.
В июне 1938 года войска Су одержали первую победу, устроив засаду японской армии у деревни Вэйган. После этого он провел еще несколько успешных боев против японцев.
В июле 1940 года Чэнь И и Су Юй возглавили Новую четвертую армию, численность которой составляла более 7000 солдат, и выдвинулись на север провинции Цзянсу. В сентябре того же года на севере провинции Цзянсу силами Новой четвертой армии была создана антияпонская опорная база с центром в городском округе Хуанцяо, Су Юй был назначен заместителем командующего.
Новая четвертая армия под командованием Су Юя не только сражалась с японскими войсками, но и имела многочисленные столкновения с силами Национального правительства, самыми крупными из которых считаются битва при Хуанцяо в октябре 1940 года и бои при Тяньмушань в 1944—1945 годах.
Непосредственной реакцией на битву при Хуанцяо стал инцидент в южной части провинции Аньхой: в январе 1941 года Новая четвертая армия, двигаясь к северу от реки Янцзы, подверглась нападению войск Национально-революционной армии во главе с Гу Чжутуном. Командующий армией Е Тин был задержан в ходе переговоров, а его заместитель Сян Ин был убит при попытке выйти из окружения. Через три дня после того, как Чан Кайши упразднил Новую четвертую армию, КПК объявила о ее переформировании: Су Юй был назначен на должность командира первой дивизии Новой четвертой армии, а позже исполнял обязанности политического комиссара.
После инцидента в южной части провинции Аньхой Новая четвертая армия понесла некоторые потери, однако главные силы удалось сохранить. К концу ноября 1941 года Новая четвертая армия взяла под контроль переправу через реку Янцзы, где ей удалось занять выгодную позицию.
В феврале 1941 года войскам Су Юя удалось захватить Тайчжоу. В апреле того же года в провинции Цзянсу был официально создан Центрально-Цзянсуский военный район, и Су Юй стал командующим его войсками.
В марте 1942 года Первая дивизия была объединена с Шестой под командованием Су Юя, который организовал свои войска для участия в нескольких засадах против японцев. Помимо борьбы с японцами, Су Юй принимал участие в организации специальных ведомств, задачей которых была ликвидация бандитизма в сельской местности.
В 1944 году продвижение Новой четвертой армии на юг привело к возобновлению конфликта между Гоминьданом и коммунистами. В период с марта по июнь 1945 года Новая четвертая армия провела против Гоминьдана 3 боя в районе Тяньмушань на западе провинции Чжэцзян и во всех одержала победу. Это был наглядный пример перехода от партизанской войны к полномасштабным военным действиям. Мао Цзэдун в беседе с Чжоу Эньлаем высказался о боях при Тяньмушань следующим образом: «В будущем товарищ Су Юй сможет командовать войском численностью от 400 тысяч до полумиллиона человек».

## Второй этап Гражданской войны
После победы над японцами противоречия между Гоминьданом и КПК значительно усилились, даже несмотря на неоднократно проводимые переговоры. Вслед за провальными переговорами войска Гоминьдана начали активное наступление на центральную часть провинции Цзянсу, которая обладала большой стратегической ценностью для обеих сторон. После долгих раздумий Су Юй принял решение нанести решительный удар по гоминьдановской армии, что привело к серии сражений, известных как бои за центр провинции Цзянсу. Бои начались 13 июля 1946 года и закончились 31 августа, в общем 50 дней. В военную историю Китайской народно-освободительной армии данные события вошли под названием «Семь сражений — семь побед». Мао Цзэдун в своих специальных сообщениях призывал других руководителей Народно-освободительной армии на различных театрах военных действий следовать данному примеру ведения боя.
В январе 1947 года Су Юй возглавил Восточно-китайскую полевую армию и стал инициатором ряда сражений: битвы на севере уезда Суцянь, боев за юг провинции Шаньдун, битвы при Мэнлянгу и тд. В том же году удалось осуществить переход от стратегической обороны к стратегическому наступлению и продвинуться в приграничные районы провинций Хэнань, Аньхой и Цзянсу.
В мае 1948 года Су Юй был назначен командующим Восточно-китайской полевой армии. 16 июня 1948 года Су Юй начал битву при Кайфэне (провинция Хэнань), которая длилась 5 дней, 22 июня Кайфэн был взят, после чего последовала серия ожесточенных сражений на территории провинции Хэнань. Непрерывные бои лета 1948 года нанесли гоминьдановским войскам значительный удар и создали благоприятные условия для дальнейшего развития войны в Восточном Китае для Восточно-китайской полевой армии.
6 ноября 1948 года Су Юй, возглавляя Восточно-китайскую полевую армию, начал Хуайхайскую кампанию (ноябрь 1948 — январь 1949), которая позже была признана одним из «Трех великих сражений» второго этапа гражданской войны. В рамках данной кампании войскам под руководством Су Юя удалось уничтожить свыше 440 тысяч солдат Гоминьдана.
В конце апреля 1949 года Су Юй командовал операцией по форсированию реки Янцзы, а также участвовал в освобождении Нанкина и Ханчжоу. В мае он командовал в битве за Шанхай и на подступах к городу уничтожил главные силы противника. После этих побед занимал ведущие посты в военно-контрольных комитетах Шанхая и Нанкина, а также должность заместителя председателя военно-контрольного комитета Восточного Китая.
30 сентября 1949 года на площади Тяньаньмэнь состоялась торжественная церемония заложения фундамента Памятника народным героям, наряду с Мао Цзэдуном, Чжу Дэ и Хэ Луном, в ней принял участие и Су Юй. 1 октября была создана Китайская Народная Республика, Су Юй встретил данное событие, стоя на трибуне Тяньаньмэнь в Пекине.

## После Гражданской войны
После образования Китайской Народной Республики Су Юй последовательно занимал должности руководителя Рабочего комитета освобождения Тайваня, заместителя начальника Генерального штаба Китайского народно-революционного военного комитета, начальника Генерального штаба Народно-освободительной армии Китая, заместителя министра национальной обороны, вице-президента и политкомиссара Академии военных наук, члена постоянного комитета Военного совета Центрального Комитета КПК.
Его уход с должности руководителя Рабочего комитета освобождения Тайваня связан с неудовлетворительным состоянием здоровья: в июле 1950 года случился рецидив болезни Меньера и гипертонии, поэтому Су отправился на лечение в Циндао. Однако состояние его здоровья не улучшалось, и в декабре с одобрения ЦК КПК Су Юй в сопровождении жены отправился на лечение в СССР. Только лишь в сентябре 1951 года, когда Су почти полностью восстановился после болезни, супруги вернулись в Китай. После своего возвращения Су Юй был назначен на должность заместителя начальника Генерального штаба Китайского народно-революционного военного комитета.
В ноябре 1954 года Су Юй был официально назначен начальником Генерального штаба Народно-освободительной армии Китая. В ноябре 1956 года был включен в состав членов комитета Военного совета Центрального Комитета КПК.
В феврале 1958 года Су Юй присоединился к правительственной делегации во главе с Чжоу Эньлаем, целью которой было посещение Северной Кореи. Основная задача визита Су заключалась, главным образом, в переговорах с северокорейской стороной о возвращении на родину китайских народных добровольцев.
В апреле 1967 года Су был назначен членом постоянного комитета Военного совета Центрального Комитета КПК. В годы Культурной революции активно занимался «спасением кадров»: к примеру, после известий о загадочной гибели Тао Юна, вице-адмирала НОАК, Су Юй добивался реабилитации как самого Тао Юна, так и его жены.
В 1976 году принял участия в акциях памяти Чжоу Эньлая, Чжу Дэ и Мао Цзэдуна. В том же году Су Юй участвовал в деятельности по разоблачению и критике «Банды четырех».
В 1979 году отправился с дружественным визитом в Японию, в частности, посетил города Симоносеки, Осаку, Токио, Нагасаки, Нагою.
В последние годы жизни Су Юй опубликовал мемуары.
5 февраля 1984 года, в возрасте 77 лет, Су Юй скончался в главном госпитале НОАК в Пекине. 11 февраля Центральный комитет КПК и Центральный военный совет опубликовали некролог, в котором давали высокую оценку деятельности Су Юя. Уважая последнюю волю самого Су Юя, было принято решение не проводить похороны и траурные мероприятия, а рассеять прах на территориях провинций Шаньдун, Цзянсу, Чжэцзян, Аньхой, Фуцзянь, Цзянси, Хэнань и в городе Шанхай, где Су Юй сражался со своими товарищами.

## Личная жизнь
Су Юй женился в февраля 1941 года на Чу Цин, в этом браке родилось трое детей.
Старший сын, Су Жуншэн, родился в 1942 году в Янчжоу, провинция Цзянсу. В 1961 году вступил в НОАК, окончил военно-инженерную академию в Харбине. В 1999 году удостоился звания генерал-лейтенанта.
Второй сын, Су Ханьшэн, родился в 1947 году, в 1968 году также вступил в НОАК, его деятельность была связана с военными кораблями, позже работал в Министерстве коммуникаций КНР.
Дочь, Су Хуэйнин, родилась в 1949 году, также связала свою жизнь с военной сферой, получила звание старшего полковника. В 1975 году вышла замуж за сына маршала КНР Чэнь И.
Хотя Су Юй всегда считал себя ханьцем, проведенные экспертами исследования в месте его рождения подтвердили, что Су является представителем народности дун.